# Izbori za Hrvatsko-slavonsko-dalmatinski sabor 1883.
Izbori za Hrvatsko-slavonsko-dalmatinski sabor 1883. održani su od 19. do 21. travnja 1883. godine. Ovo su bili dopunski izbori nakon što je ozemlje Hrvatske vojne granice 1881. godine reinkorporirano u Hrvatsku.

## Rezultati
| Stranka                  | Broj zastupnika |
| ------------------------ | --------------- |
| Vladina lista            | 28              |
| Stranka prava            | 5               |
| Neovisna narodna stranka | 1               |
| neovisni                 | 1               |
| Ukupno                   | 35              |

## Zastupnici
Nazivi "stranaka" prema Slobodi br. 49 od 25. travnja 1883. godine.
| #  | Ime i prezime             | Stranka                  | Izborni okrug |
| -- | ------------------------- | ------------------------ | ------------- |
| 1  | Fran Prilepić             | Stranka prava            | Karlobag      |
| 2  | David Kovačević           | vladin                   | Gospić        |
| 3  | Mandić                    | vladin Srbin             | Lovinac       |
| 4  | Medaković                 | vladin Srbin             | Srb           |
| 5  | Dane Banjanin             | vladin Srbin             | Udbina        |
| 6  | Orešković                 | vladin                   | Perušić       |
| 7  | Omčikus                   | vladin Srbin             | Otočac        |
| 8  | Ladislav Krajač           | Stranka prava            | Brlog         |
| 9  | Šorak                     | vladin Srbin             | Petrovo Selo  |
| 10 | Milan Pavlović            | Stranka prava            | Brinje        |
| 11 | Ivan Kukuljević Sakcinski | vladin                   | Ogulin        |
| 12 | Milan Stanković           | vladin Srbin             | Plaški        |
| 13 | Badovinac                 | vladin                   | Slunj         |
| 14 | Slijepčević               | vladin Srbin             | Veljun        |
| 15 | Grga Tuškan               | Stranka prava            | Švarča        |
| 16 | Čudić                     | vladin Srbin             | Vrginmost     |
| 17 | Slijepčević               | vladin Srbin             | Glina         |
| 18 | Milić                     | vladin Srbin             | Maja          |
| 19 | Joco Živković             | vladin Srbin             | Dvor          |
| 20 | Pejaković                 | vladin                   | Petrinja      |
| 21 | Mašeg                     | vladin                   | Kostajnica    |
| 22 | Mraović                   | vladin                   | Sunja         |
| 23 | Crkvenec                  | vladin                   | Novska        |
| 24 | Lobe                      | vladin                   | Nova Gradiška |
| 25 | Makso Lončarević          | Stranka prava            | Oriovac       |
| 26 | Đuro Pilar                | neodvišnjak              | Brod na Savi  |
| 27 | Stjepan Kutuzović         | Neovisna narodna stranka | Vrpolje       |
| 28 | Ivić                      | vladin                   | Vinkovci      |
| 29 | Ivić                      | vladin                   | Bošnjaci      |
| 30 | Stevo Popović             | vladin Srbin             | Morović       |
| 31 | Milekić                   | vladin Srbin             | Mitrovica     |
| 32 | Rakić                     | vladin                   | Karlovčić     |
| 33 | Gjurić                    | vladin Srbin             | Stara Pazova  |
| 34 | Gjurković / Radanović     | vladini Srbi             | Karlovci      |
| 35 | Jovan Živković            | vladin                   | Zemun         |